# Cécilia Berderová
Cécilia Berderová (* 13. prosince 1989 Morlaix, Francie) je francouzská sportovní šermířka, která se specializuje na šerm šavlí. Francii reprezentuje od prvního desetiletí jednadvacátého století. Na olympijských hrách startovala v roce 2016 v soutěži jednotlivkyň a družstev. V soutěži jednotlivkyň postoupila na olympijských hrách 2016 do čtvrtfinále. V roce 2015 obsadila druhé místo na mistrovství světa v soutěži jednotlivkyň. S francouzským družstvem šavlistek vybojovala v roce 2009 a 2014 druhé místo na mistrovství světa a v roce 2014, 2015, 2016 druhé místo na mistrovství Evropy.